# Whitespace

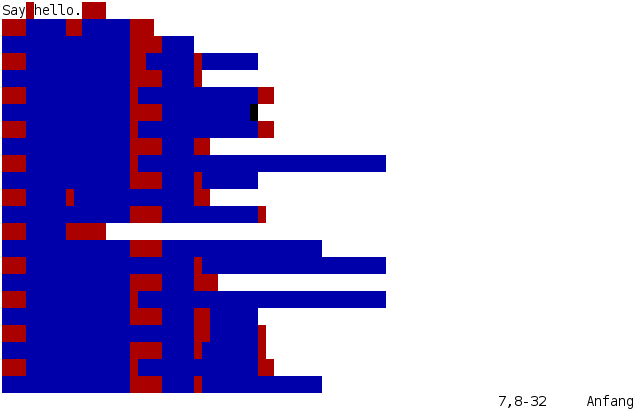
Whitespace con realzado de sintaxis.

Whitespace es un lenguaje de programación esotérico desarrollado por Edwin Brady y Chris Morris, publicado el 1 de abril de 2003. La sintaxis consiste únicamente en espacios en blanco, tabulador y líneas nuevas. Los demás caracteres son ignorados.
Es un lenguaje imperativo que se basa en una pila. La máquina virtual que ejecuta los programas tiene una pila y un heap. Usando la pila, los programadores pueden apilar números enteros de anchura arbitraria, pero no pueden apilar comas flotantes por ahora. El heap puede ser usado para guardar permanentemente variables y estructuras de datos.

## Ejemplo de Hola Mundo
Aquí dice "Hello World".  Los espacios están coloreados para hacerlos visibles. (espacio, tabulación)
```
 
 
 

 
 
 
 
 
 
 
 

 
 
 
 

 
 
 
 
 
 

 
 
 
 
 

 
 
 
 
 
 

 
 
 
 

 
 
 
 
 
 

 
 
 
 

 
 

 
 
 
 

 
 
 
 
 

 
 
 
 
 
 

 
 
 
 
 

 
 
 
 
 
 
 
 

 
 
 
 

 
 
 
 

 
 

 
 
 
 
 

 
 
 
 

 
 
 
 
 
 

 
 
 
 
 
 

 
 
 
 
 
 

 
 
 
 
 
 

 
 
 
 
 

 
 
 
 
 

 
 

 
 
 
 
 
 

 
 
 
 
 
 
 

 
 
 
 
 

 
 
 
 

 
 
 
 
 

 
 
 
 
 

 
 
 
 

 
 
 
 

 
 
 
 
 

(línea vacía)

 
 
 
 

(línea vacía)

 
 

(línea vacía)

 
 
 

 
 
 
 
 

 
 
 

(línea vacía)

 
 

(línea vacía)

 
 
 
 

(línea vacía)
(línea vacía)/EOF
```

## Implementaciones
- Acme::Bleach Módulo Perl en CPAN (en inglés)

- Datos: Q378222
- Multimedia: Whitespace (programming language) / Q378222